# Système U (equipo ciclista)

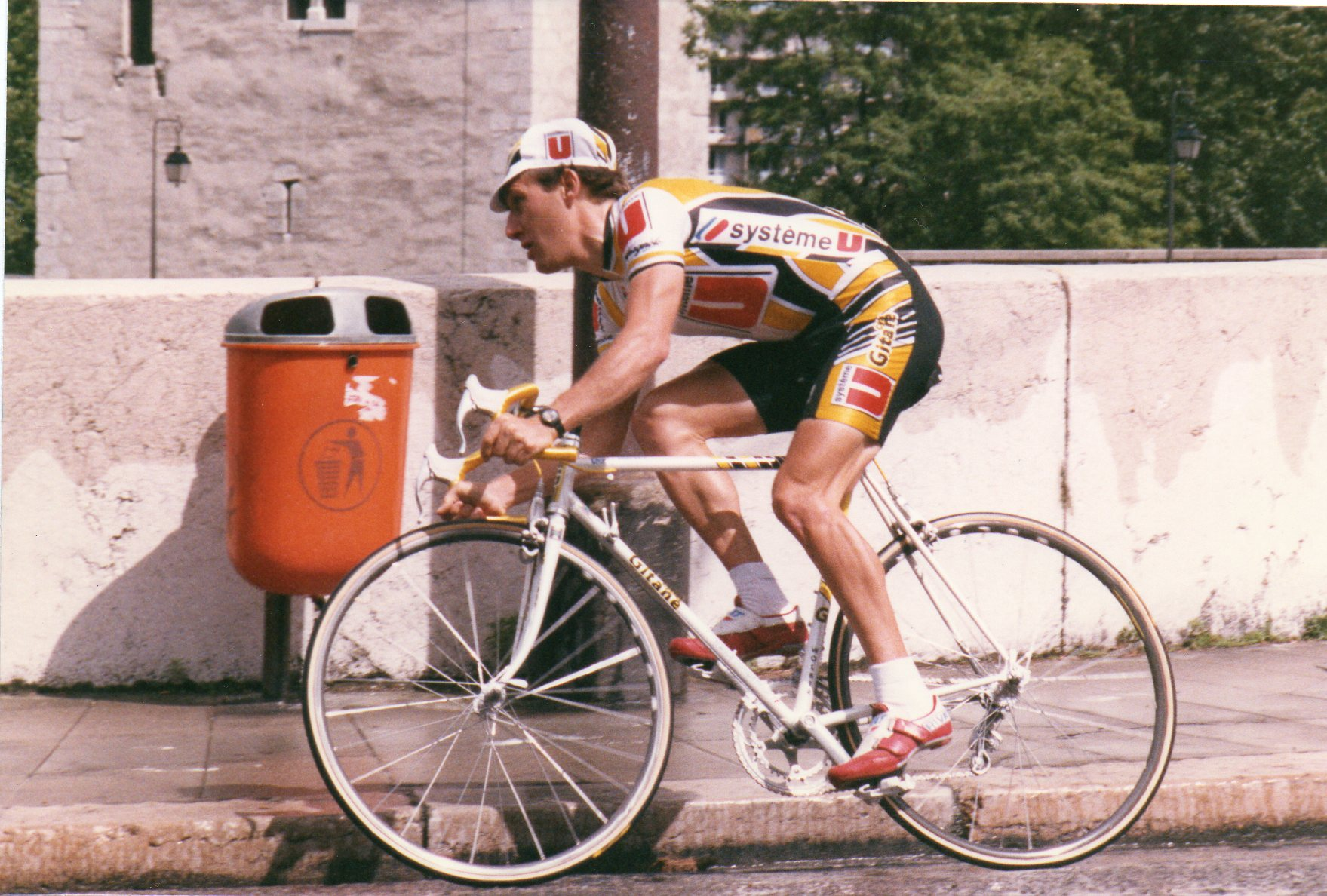
Charly Mottet con el maillot del Système U.

El equipo Système U, conocido posteriormente como Super U fue un equipo ciclista francés que compitió profesionalmente entre el 1986 y 1989. 
Con la desaparición del equipo Renault, su director deportivo Cyrille Guimard, creó esta nueva estructura. El equipo consiguió ganar etapas en las 3 grandes vueltas y la victoria final al Giro de Italia de 1989 con Laurent Fignon.
Desapareció el 1989, siendo sucedido por el Castorama.

## Principales resultados
- Gran Premio de Plouay: Martial Gayant (1986)
- Flecha Valona: Laurent Fignon (1986)
- Giro de Lombardía: Charly Mottet (1988)
- Milán-San Remo: Laurent Fignon (1988, 1989)

### En las grandes vueltas
- Vuelta a España
  - 2 participaciones (1986, 1987)
  - 5 victorias de etapa:
    - 4 a la 1986: Thierry Marie, Charly Mottet (2), Alain Bondue
    - 1 a la 1987: Laurent Fignon

  - 1 clasificaciones secundarias:
    - Clasificación de la combinada: Laurent Fignon (1987)

- Tour de Francia
  - 4 participaciones (1986, 1987, 1988, 1989)
  - 9 victorias de etapa:
    - 2 el 1986: Thierry Marie, CRE
    - 3 el 1987: Christophe Lavainne, Martial Gayant, Laurent Fignon
    - 1 el 1988: Thierry Marie
    - 3 el 1989: CRE, Vincent Barteau, Laurent Fignon

  - 0 victorias finales:
  - 1 clasificaciones secundarias:
    - Clasificación por equipos: (1987)

- Giro de Italia
  - 1 participaciones (1989)
  - 2 victoria de etapa:
    - 2 el 1989: Laurent Fignon, Bjarne Riis

  - 1 victoria final: Laurent Fignon (1989)

## Plantilla

### 1986
| Integrantes del equipo 1986 | Integrantes del equipo 1986 | Integrantes del equipo 1986     | Integrantes del equipo 1986 |
| Corredor                    | Fecha de nacimiento         | Equipo previo                   |                             |
| --------------------------- | --------------------------- | ------------------------------- | --------------------------- |
| Laurent Biondi              | 19 de julio de 1959         |                                 |                             |
| Alain Bondue                | 8 de abril de 1959          | La Redoute-Cycles MBK (1985)    |                             |
| Éric Boyer                  | 2 de diciembre de 1963      | Renault-Elf (1985)              |                             |
| Laurent Fignon              | 12 de agosto de 1960        | Renault-Elf (1985)              |                             |
| Dominique Gaigne            | 3 de julio de 1961          |                                 |                             |
| Bernard Gavillet            | 6 de marzo de 1960          | Cilo-Aufina-Gemeaz Cusin (1986) |                             |
| Martial Gayant              | 16 de noviembre de 1962     | Renault-Elf (1985)              |                             |
| Rolf Hofeditz               | 31 de agosto de 1962        |                                 |                             |
| Christophe Lavainne         | 22 de diciembre de 1963     |                                 |                             |
| Dominique Lecrocq           | 7 de julio de 1963          |                                 |                             |
| Søren Lilholt               | 22 de septiembre de 1965    | AC Boulogne-Billancourt (1985)  |                             |
| Yvon Madiot                 | 21 de junio de 1962         |                                 |                             |
| Jean-Marc Manfrin           | 4 de marzo de 1963          |                                 |                             |
| Thierry Marie               | 25 de junio de 1963         | Renault-Elf (1985)              |                             |
| Charly Mottet               | 16 de diciembre de 1962     | Renault-Elf (1985)              |                             |
| Pascal Robert               | 22 de octubre de 1963       |                                 |                             |
| Denis Roux                  | 5 de noviembre de 1961      | Renault-Elf (1985)              |                             |
| Jonas Tegström              | 1 de enero de 1965          |                                 |                             |
|                             |                             |                                 |                             |
| Fuente: Cycling Archives    |                             |                                 |                             |

Nota: Laurent Biondi

### 1987
| Integrantes del equipo 1987         | Integrantes del equipo 1987 | Integrantes del equipo 1987     | Integrantes del equipo 1987 |
| Corredor                            | Fecha de nacimiento         | Equipo previo                   |                             |
| ----------------------------------- | --------------------------- | ------------------------------- | --------------------------- |
| Laurent Biondi                      | 19 de julio de 1959         |                                 |                             |
| Alain Bondue                        | 8 de abril de 1959          | La Redoute-Cycles MBK (1985)    |                             |
| Éric Boyer                          | 2 de diciembre de 1963      | Renault-Elf (1985)              |                             |
| Philippe Boyer (1 de ago–31 de dic) | 30 de marzo de 1956         |                                 |                             |
| Laurent Fignon                      | 12 de agosto de 1960        | Renault-Elf (1985)              |                             |
| Bernard Gavillet                    | 6 de marzo de 1960          | Cilo-Aufina-Gemeaz Cusin (1986) |                             |
| Martial Gayant                      | 16 de noviembre de 1962     | Renault-Elf (1985)              |                             |
| Éric Guyot                          | 10 de marzo de 1962         |                                 |                             |
| Christophe Lavainne                 | 22 de diciembre de 1963     |                                 |                             |
| Søren Lilholt                       | 22 de septiembre de 1965    | AC Boulogne-Billancourt (1985)  |                             |
| Marc Madiot                         | 16 de abril de 1959         | Renault-Elf (1985)              |                             |
| Yvon Madiot                         | 21 de junio de 1962         |                                 |                             |
| Jean-Marc Manfrin                   | 4 de marzo de 1963          |                                 |                             |
| Thierry Marie                       | 25 de junio de 1963         | Renault-Elf (1985)              |                             |
| Charly Mottet                       | 16 de diciembre de 1962     | Renault-Elf (1985)              |                             |
| Joël Pélier                         | 23 de marzo de 1962         | Skil-Sem-Kas-Miko (1985)        |                             |
| Pascal Poisson                      | 29 de junio de 1958         | Renault-Elf (1985)              |                             |
| Gérard Rué                          | 7 de mayo de 1965           |                                 |                             |
| Jonas Tegström                      | 1 de enero de 1965          |                                 |                             |
|                                     |                             |                                 |                             |
| Fuente: Cycling Archives            |                             |                                 |                             |

Nota: Laurent Biondi

### 1988
| Integrantes del equipo 1988 | Integrantes del equipo 1988 | Integrantes del equipo 1988 | Integrantes del equipo 1988 |
| Corredor                    | Fecha de nacimiento         | Equipo previo               |                             |
| --------------------------- | --------------------------- | --------------------------- | --------------------------- |
| Wayne Bennington            | 26 de octubre de 1964       |                             |                             |
| Éric Boyer                  | 2 de diciembre de 1963      | Renault-Elf (1985)          |                             |
| Philippe Boyer              | 30 de marzo de 1956         |                             |                             |
| Jacques Decrion             | 18 de noviembre de 1961     | Kas (1987)                  |                             |
| Pascal Dubois               | 27 de octubre de 1962       |                             |                             |
| Laurent Fignon              | 12 de agosto de 1960        | Renault-Elf (1985)          |                             |
| Dominique Garde             | 18 de marzo de 1959         | Kas (1986)                  |                             |
| Jean-Claude Garde           | 12 de septiembre de 1960    |                             |                             |
| Éric Guyot                  | 10 de marzo de 1962         |                             |                             |
| Christophe Lavainne         | 22 de diciembre de 1963     |                             |                             |
| Thierry Marie               | 25 de junio de 1963         | Renault-Elf (1985)          |                             |
| Laurent Masson              | 2 de marzo de 1964          |                             |                             |
| Charly Mottet               | 16 de diciembre de 1962     | Renault-Elf (1985)          |                             |
| Jean-Louis Peillon          | 20 de julio de 1961         |                             |                             |
| Joël Pélier                 | 23 de marzo de 1962         | Skil-Sem-Kas-Miko (1985)    |                             |
| Gérard Rué                  | 7 de mayo de 1965           |                             |                             |
| Pascal Simon                | 27 de septiembre de 1956    | Z-Peugeot (1987)            |                             |
|                             |                             |                             |                             |
| Fuente: Cycling Archives    |                             |                             |                             |

### 1989
| Integrantes del equipo 1989         | Integrantes del equipo 1989 | Integrantes del equipo 1989          | Integrantes del equipo 1989 |
| Corredor                            | Fecha de nacimiento         | Equipo previo                        |                             |
| ----------------------------------- | --------------------------- | ------------------------------------ | --------------------------- |
| Vincent Barteau                     | 18 de marzo de 1962         |                                      |                             |
| Wayne Bennington                    | 26 de octubre de 1964       |                                      |                             |
| Yves Bonnamour                      | 16 de julio de 1961         |                                      |                             |
| Jacques Decrion                     | 18 de noviembre de 1961     | Kas (1987)                           |                             |
| Pascal Dubois                       | 27 de octubre de 1962       |                                      |                             |
| Jacky Durand                        | 10 de febrero de 1967       |                                      |                             |
| Laurent Fignon                      | 12 de agosto de 1960        | Renault-Elf (1985)                   |                             |
| Dominique Garde                     | 18 de marzo de 1959         | Kas (1986)                           |                             |
| Jean-Claude Garde                   | 12 de septiembre de 1960    |                                      |                             |
| Heinz Imboden                       | 4 de enero de 1962          | Panasonic-Isostar-Colnago-Agu (1988) |                             |
| Christophe Lavainne                 | 22 de diciembre de 1963     |                                      |                             |
| Yvon Ledanois (1 de sep–31 de dic)  | 5 de julio de 1969          |                                      |                             |
| Thierry Marie                       | 25 de junio de 1963         | Renault-Elf (1985)                   |                             |
| Laurent Masson (1 de ene–28 de feb) | 2 de marzo de 1964          |                                      |                             |
| Frédéric Moncassin                  | 26 de septiembre de 1968    |                                      |                             |
| Jean-Louis Peillon                  | 20 de julio de 1961         |                                      |                             |
| Bjarne Riis                         | 3 de abril de 1964          | Toshiba-Look (1988)                  |                             |
| Gérard Rué                          | 7 de mayo de 1965           |                                      |                             |
| Éric Salomon                        | 23 de mayo de 1962          |                                      |                             |
| Claude Séguy                        | 14 de agosto de 1961        |                                      |                             |
| Pascal Simon                        | 27 de septiembre de 1956    | Z-Peugeot (1987)                     |                             |
| Bruno Wojtinek                      | 6 de marzo de 1963          | Renault-Elf (1985)                   |                             |
|                                     |                             |                                      |                             |
| Fuente: Cycling Archives            |                             |                                      |                             |

Nota: Vincent Barteau